# Unione Sportiva Pergocrema 1986-1987
Questa pagina raccoglie le informazioni riguardanti l'Unione Sportiva Pergocrema nelle competizioni ufficiali della stagione 1986-1987.

## Rosa
| N. |                   | Ruolo | Calciatore            |
| -- | ----------------- | ----- | --------------------- |
|    | Italia (bandiera) | D     | Marco Bergamachi      |
|    | Italia (bandiera) |       | Bertuzzi              |
|    | Italia (bandiera) | P     | Alessandro Bianchessi |
|    | Italia (bandiera) |       | Bocca                 |
|    | Italia (bandiera) | D     | Fabio Cavalletti      |
|    | Italia (bandiera) | C     | Salvatore Cerrone     |
|    | Italia (bandiera) | D     | Lorenzo Ciulli        |
|    | Italia (bandiera) | A     | Enrico Colnaghi       |
|    | Italia (bandiera) | D     | Francesco Crotti      |
|    | Italia (bandiera) | C     | Marino Fava           |
|    | Italia (bandiera) | C     | Nicola Ferrari        |
|    | Italia (bandiera) | C     | Stefano Giardini      |

| N. |                   | Ruolo | Calciatore               |
| -- | ----------------- | ----- | ------------------------ |
|    | Italia (bandiera) | P     | Giuseppe Giaveri         |
|    | Italia (bandiera) |       | Massimiliano Goi         |
|    | Italia (bandiera) | C     | Tiziano Lunghi           |
|    | Italia (bandiera) | A     | Massimiliano Maffioletti |
|    | Italia (bandiera) | D     | Mario Milanesi           |
|    | Italia (bandiera) | C     | Alessio Mario Pala       |
|    | Italia (bandiera) | D     | Luigi Pastò              |
|    | Italia (bandiera) | A     | Mauro Pernarella         |
|    | Italia (bandiera) | C     | Giuseppe Pisoni          |
|    | Italia (bandiera) | D     | Giuseppe Rugginenti      |
|    | Italia (bandiera) | A     | Pier Paolo Spolti        |
|    | Italia (bandiera) | A     | Paolo Viola              |

## Risultati

### Campionato

#### Girone di andata
| 21 settembre 1986 1ª giornata | Pergocrema | 1 – 0 | Montebelluna |  |

| 28 settembre 1986 2ª giornata | Oltrepò | 1 – 1 | Pergocrema |  |

| 5 ottobre 1986 3ª giornata | Pergocrema | 2 – 1 | Pievigina |  |

| 12 ottobre 1986 4ª giornata | Ospitaletto | 1 – 0 | Pergocrema |  |

| 19 ottobre 1986 5ª giornata | Pergocrema | 2 – 0 | Pro Patria |  |

| 26 ottobre 1986 6ª giornata | Chievo | 2 – 1 | Pergocrema |  |

| 2 novembre 1986 7ª giornata | Pergocrema | 0 – 1 | Venezia |  |

| 9 novembre 1986 8ª giornata | Suzzara | 2 – 1 | Pergocrema |  |

| 16 novembre 1986 9ª giornata | Pergocrema | 1 – 1 | Pavia |  |

| 23 novembre 1986 10ª giornata | Treviso | 0 – 0 | Pergocrema |  |

| 30 novembre 1986 11ª giornata | Pergocrema | 0 – 1 | Pordenone |  |

| 7 dicembre 1986 12ª giornata | Varese | 1 – 0 | Pergocrema |  |

| 14 dicembre 1986 13ª giornata | Pergocrema | 4 – 0 | Vogherese |  |

| 21 dicembre 1986 14ª giornata | Orceana | 0 – 0 | Pergocrema |  |

| 4 gennaio 1987 15ª giornata | Pergocrema | 1 – 0 | Sassuolo |  |

| 11 gennaio 1987 16ª giornata | Mestre | 1 – 0 | Pergocrema |  |

| 18 gennaio 1986 17ª giornata | Pergocrema | 1 – 0 | Giorgione |  |

#### Girone di ritorno
| 25 gennaio 1987 18ª giornata | Montebelluna | 2 – 0 | Pergocrema |  |

| 1º febbraio 1987 19ª giornata | Pergocrema | 1 – 0 | Oltrepò |  |

| 8 febbraio 1987 20ª giornata | Pievigina | 2 – 1 | Pergocrema |  |

| 15 febbraio 1987 21ª giornata | Pergocrema | 1 – 2 | Ospitaletto |  |

| 22 febbraio 1987 22ª giornata | Pro Patria | 1 – 1 | Pergocrema |  |

| 1º marzo 1987 23ª giornata | Pergocrema | 2 – 0 | Chievo |  |

| 8 marzo 1987 24ª giornata | Venezia | 0 – 0 | Pergocrema |  |

| 15 marzo 1987 25ª giornata | Pergocrema | 0 – 0 | Suzzara |  |

| 29 marzo 1987 26ª giornata | Pavia | 1 – 0 | Pergocrema |  |

| 5 aprile 1987 27ª giornata | Pergocrema | 2 – 2 | Treviso |  |

| 18 aprile 1987 28ª giornata | Pordenone | 2 – 1 | Pergocrema |  |

| 26 aprile 1987 29ª giornata | Pergocrema | 2 – 1 | Varese |  |

| 3 maggio 1987 30ª giornata | Vogherese | 2 – 1 | Pergocrema |  |

| 17 maggio 1987 31ª giornata | Pergocrema | 1 – 0 | Orceana |  |

| 24 maggio 1987 32ª giornata | Sassuolo | 0 – 0 | Pergocrema |  |

| 31 maggio 1987 33ª giornata | Pergocrema | 0 – 0 | Mestre |  |

| 7 giugno 1987 34ª giornata | Giorgione | 1 – 1 | Pergocrema |  |